# David Wilkinson (biologiste)
Pour les articles homonymes, voir David Wilkinson.
David Wilkison est un biologiste anglais, spécialiste des sciences de l'environnement et de l'histoire des sciences. Il effectue des recherches en écologie, biogéographie, au sein du Earth system science et est affilié à l'hypothèse Gaïa.

## Biographie
Ses domaines d'étude sont la paléoécologie de l'ère quaternaire, l'archéologie environnementale (spécialement celle du Lake District) et l'écologie des protozoaires.
Il est financé par la Royal Society depuis 2004, par le  Cumbria County Council et par l'école de biologie et des sciences de la Terre de Liverpool, au sein de l'université John Moores.
David Wilkinson a reçu en 2007 le British Ecological Society book award pour son livre Fundamental Processes in Ecology; an Earth Systems approach.

## Publications
- Avec Perry D.A. (1998). A movable feast: the evolution of resource sharing within plant-fungus communities, in Trends in Ecology and Evolution, no 13, p. 432-434.

- Avec Boyce N (2000). It's not our fault, in New Scientist, no 2236, p. 9.

- Avec Gillon J. (2000), Feedback on Gaia, in Nature 406, p. 685-686.

- Avec Whitfield J. (2003), Autumn's colourful codes, in Financial Times, p. 13.

- Avec Pearce F. (2004), The accidental rainforest, in New Scientist no 2465, p. 44-45.

- Avec Arthur C. (2004), Man-made rainforest baffles scientists, The Independent, p. 14.

- Avec Zimmer C (2004), Those Brilliant Fall Outfits May Be Saving Trees, in New York Times

- Avec Lincoln, T. (2005), Mycology: The whiff of danger, in Nature, no 437, p. 1248.

- Avec Kokko, H. (2009), Problems well worth pondering, in Science, no 324, p. 1017-1018.